# Carsie Blanton

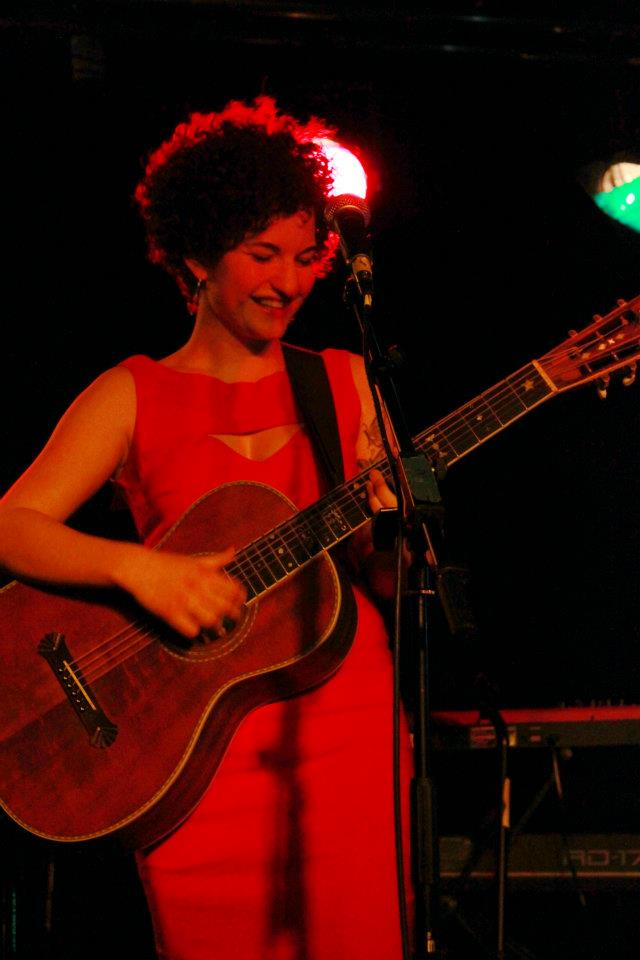
Carsie Blanton (2012)

Carson Amanda „Carsie“ Blanton (* 22. Juli 1985 in Bethesda (Maryland)) ist eine US-amerikanische Sängerin, Songwriterin und Gitarristin.
Blanton hat bislang fünf Studio-Alben veröffentlicht: Ain’t So Green (2005), Buoy (2009), Idiot Heart (2012), Not Old, Not New (2014), So Ferocious (2016); hinzu kommen drei Extended Plays: Hush (2002), Beau (2010), Rude Remarks and Dirty Jokes (2013). Im November 2011 wirkte Blanton als Vorakt bei Paul Simons „So Beautiful or So What“-Tour mit.
2013 finanzierte sie mit Hilfe einer Kickstarter-Kampagne, die mehr als 60.000 $ erbrachte, ihr Album Not Old, Not New. Sie ist außerdem bekannt für ihr Blog, das sich mit Liebe und Sexualität befasst. Blanton gilt als „one of the best singer/songwriters in the business“. Loudon Wainwright III bezeichnete sie als „young up-and-comer … at the top of my list“.

## Leben und Karriere
Carsie Blanton wuchs auf in Luray (Virginia). Bereits mit sechs Jahren erhielt sie Klavierunterricht, und mit 13 Jahren begann sie, Gitarre zu spielen und Songs zu schreiben. Blanton besuchte keine höhere Schule, sondern lernte gemäß dem Unschooling-Prinzip. Im Alter von 16 Jahren zog sie 2002 zu Hause aus, um in Eugene (Oregon) mit anderen Künstlern und Musikern zusammenzuleben. In Eugene wirkte sie als Background-Sängerin bei einer Tournee der Funk-Gruppe The Champagne Syndicate mit, erlernte den Swing-Tanz und gründete ihre erste Band The Short Skirts. Im selben Jahr nahm sie ihr erstes Album Hush auf. Diese veröffentlichte sie im Eigenverlag. Ihr erstes Studio-Album Ain’t So Green, das von Steve Van Dam von Everything produziert wurde, folgte 2005.
2006 zog Blanton nach Philadelphia, um sich vollumfänglich ihrer musikalischen Karriere widmen zu können. Sie begann ihre Zusammenarbeit mit Manager Bill Eib (Amos Lee, Mutlu Onaral) und absolvierte 2007 bereits mehr als einhundert Live-Auftritte. 2010 trat Blanton live in der Mountain-Stage-Radioshow des Hörfunknetzwerks NPR auf. Außerdem wirkte sie als Vorband bei Konzerten von The Weepies und Shawn Colvin. 2011 tourte Blanton mit Anais Mitchells „Hadestown: A Folk Opera“; sie spielte darin die Rolle von Head Fate. Sie eröffnete außerdem viele Konzerte von Paul Simons „So Beautiful or So What“-Tournee. 2014 trat Blanton gemeinsam mit Michael Feinstein im NPR-Programm „Song Travels“ auf.
Blantons „Smoke Alarm“ wird als Erkennungsmelodie für den Podcast Tangentially Speaking with Dr. Christopher Ryan genutzt. Mehrfach ist sie auch als Showgast aufgetreten.
Carsie Blanton lebt und arbeitet heute in New Orleans, Louisiana.

## Diskografie
| Jahr | Album            |
| ---- | ---------------- |
| 2002 | Hush             |
| 2005 | Ain’t So Green   |
| 2009 | Buoy             |
| 2010 | Beau EP          |
| 2012 | Idiot Heart      |
| 2014 | Not Old, Not New |
| 2016 | So Ferocious     |
| 2019 | Buck Up          |
| 2021 | Love & Rage      |

## Musikvideos
| Jahr | Video               |
| ---- | ------------------- |
| 2010 | Baby Can Dance      |
| 2012 | Backseat            |
| 2013 | Backbone            |
| 2013 | Smoke Alarm         |
| 2014 | Laziest Gal in Town |
| 2016 | Hot Night           |
| 2016 | Vim & Vigor         |

## Unabhängigkeit von der Musikindustrie
Blanton ist Mitbegründerin eines Online-Tools für die Musikindustrie: Der „Quidplayer“ ist ein MP3-Spieler und -Vertriebsplattform, die auf dem „pay what you please“-Prinzip basiert. Der Quidplayer ermöglicht es Hörern, Musikstücke direkt von den Künstlern zu beziehen und einen selbst festgelegten Preis zu entrichten.
Blanton entwickelte den Quidplayer 2008 gemeinsam mit Jon Darvill. In ihrer Online-Biografie erläutert Blanton diesen Ansatz wie folgt: “My true calling as an artist is to share … What I actually want to do is make beautiful music and then give it to everyone, regardless of what they give me back.” Seit 2011 hat Blanton bei all ihren Musikveröffentlichungen (digital und physikalisch) das „pay what you please“ genutzt. Sie veröffentlicht ihre Musik unter einer Creative-Commons-Lizenz (CC BY-NC 3.0 US).